# Brometo de benzila
Brometo de benzila, ou α-bromotolueno, é um composto orgânico aromático consistindo de uma anel benzeno substituído com um grupo bromoetila. Pode ser preparado pela bromação de tolueno a temperatura ambiente ao ar, usando-se óxido de manganês (IV) como um catalisador heterogêneo. É um líquido incolor que é decomposto lentamente em água.
Brometo de benzila é usado em síntese orgânica para a introdução do grupo protetor benzila para álcoois e ácidos carboxílicos.
Brometo de benzila é um agente lacrimógeno forte e também intensamente irritante à pele e membranas mucosas. Por causa destas propriedades, tem sido usado como um gás de guerra.

## Síntese
Brometo de benzila pode ser sintetizado pela bromação de tolueno sob condições adequadas para uma halogenação de radicais livres:
N-Bromosuccinimida pode ser usado no lugar do bromo elementar.